# زابار (مجارستان)
زابار (به مجاری:  Zabar) یک شهرداری در مجارستان است که در ناحیه شالگوتاریان واقع شده‌است. زابار ۱۸٫۱۷ کیلومتر مربع مساحت و ۵۵۶ نفر جمعیت دارد.